# Clathria elegantula
Clathria elegantula är en svampdjursart som beskrevs av Ridley och Arthur Dendy 1886. Clathria elegantula ingår i släktet Clathria och familjen Microcionidae. Utöver nominatformen finns också underarten C. e. occidentalis.